# 洪伯铿
洪伯铿（1924年2月—），男，福建同安人，中国食品科学家，中国民主同盟盟员，哈尔滨商业大学教授。

## 生平
1924年生于福建省同安县。1944年毕业于集美中学高中17组。1948年7月毕业于上海市国立暨南大学历史学专业。1958年8月调入黑龙江商学院工作。历任第四届黑龙江省政协委员，第五、六、七届黑龙江省政协常委、副秘书长，经济科技委员会副主任；第八届全国人大代表；黑龙江省第八届人大常委会委员；民盟黑龙江省委第五、六、七届副主委；第五届民盟中央委员，第六、七届中央常委。
2004年10月离休，回乡养老。

## 作品
编著《食品商品知识问答》《罐头食品》（1982年）。

## 荣誉
1986年获黑龙江省劳动模范称号。1990年获泰国曼谷市中国实用技术与成果展览会金奖。1992年获商业部部级优秀专家称号。2008年获哈尔滨商业大学首届杰出科研奖。